# Bông lau nhạt
Bông lau nhạt (tên khoa học: Alophoixus pallidus) là một loài chim trong họ Pycnonotidae.